# Schneppenbach (Nadrenia-Palatynat)
Schneppenbach – miejscowość i gmina w Niemczech, w kraju związkowym Nadrenia-Palatynat, w powiecie Bad Kreuznach, wchodzi w skład gminy związkowej Kirner Land. Do 31 grudnia 2019 wchodziła w skład gminy związkowej Kirn-Land.